# すき。だからすき
『すき。だからすき』は、『ミステリーDX』に連載されたCLAMPの漫画作品。
キャラクターデザインのほとんどをもこなが担当しているCLAMP作品では数少ない猫井椿のデザインによる作品である。全三巻。

## 登場人物
旭ひなた（あさひ ひなた）
主人公。おっとりした外見とは裏腹に、成績優秀・運動神経抜群な高校1年生。資産家生まれのお嬢様。一人暮らしなのは、誘拐で迷惑をかけたくなかったから。ある日、隣に引っ越してきた麻生に恋心を抱き始める。
麻生史郎（あそう しろう）
ひなたの父親からひなたのボディーガードを依頼され、隣家に引っ越してきた。ひなたの学校の臨時職員でもある。昔は警察でSPをしていたが、あることをきっかけに退職している。
篠原燈子（しのはら とうこ）
ひなたが何度も「誘拐」されていることを知っており、今の学校に一緒に転校してきたひなたの幼馴染み。麻生に疑惑の念を抱いている。
岸谷笑（きしたに えみ）
ひなた達の友人。親の仕事の失敗で多額の借金が出来ていた。「誘拐」されては金を払っていることを燈子から聞き、ひなたを誘拐する。
奈宮智秋（なみや ともあき）
「くま」シリーズの絵本作家。祈津の雇い主。
祈津昌也（きづ まさや）
麻生の元同僚にして、奈宮の専属ボディーガード。